# Anton Rückauf
Anton Rückauf (Praga, 13 de març de 1855 - Schloss Alt-Erlaa, barri de Viena, 19 de setembre de 1903) fou un pianista i compositor txec.
Deixeble de Proksch en la seva ciutat natal, amplià els seus estudis a Viena com a pensionat oficial, aprenent el contrapunt amb Nottebohm i Navrátil. La seva dilatada confraternitat artística amb el solista Gustav Walter exercí gran influència en la seva formació com a autor de lieder, gènere que Rückauf cultivà amb preferència i en el que assolí destacar.
Les seves Balades i la col·lecció de Cinc cançons sobre els Minnelieder de Vogelweide, són petites obres mestres líriques que no desmereixen dels bons models deixats per Schubert, Schumann i altres grans mestres del gènere.
A més, va escriure diverses obres corals a cappella i amb acompanyament instrumental, duos, una sonata de violí (op. 7) veritablement notable; un quintet, composicions pianístiques i l'òpera Die Rosenthalerin, estrenada amb molt favorable acollida a Dresden el 1897.